# Kanatlartsi
Kanatlartsi (en macédonien Канатларци) est un village du sud de la Macédoine du Nord, situé dans la municipalité de Prilep. Le village comptait 972 habitants en 2002.

## Démographie
Lors du recensement de 2002, le village comptait :
- Turcs : 791
- Macédoniens : 111
- Bosniaques : 1
- Albanais : 1